# Turmalín
Turmalíny jsou skupina klencových minerálů, cyklické silikáty s komplikovaným chemickým vzorcem obecného tvaru AD3G6(BO3)3[T6O18]Y3Z, kde:
- A = Ca2+, Na+, K+, nebo chybí ([ ]) [pozice není ve struktuře obsazena – vakantní]
- D = Al3+, Fe2+, Fe3+, Li+, Mg2+, Mn2+
- G = Al3+, Cr3+, Fe3+, V3+
- T = Si4+, někdy s příměsí Al3+ a B3+
- Y = O2− nebo OH−
- Z = F−, O2− nebo OH−

Název pochází ze sinhálského slova tura-malí- „kámen, který je znečišťován částečkami popela“, kterým se označovaly krystaly dovážené do Evropy z Cejlonu.

## Původ
Magmatický, metamorfní, hydrotermální a v žilách alpského typu. Vzniká za velkého rozpětí tlaků a teplot, a to jak ve svrchním plášti Země (70–80 km), tak i v hloubce pouze několika kilometrů. Je hlavním nositelem boru v zemské kůře.
Lze jej i poměrně snadno připravit v laboratorních podmínkách v mikrokrystalické podobě.

## Morfologie
Krystaly jsou prizmatické, jehličkovité, vždy podélně rýhované. Dále tvoří zrnité, kompaktní, stébelnaté až vláknité agregáty, uspořádané nepravidelně nebo paprsčitě (turmalínová slunce).

## Vlastnosti

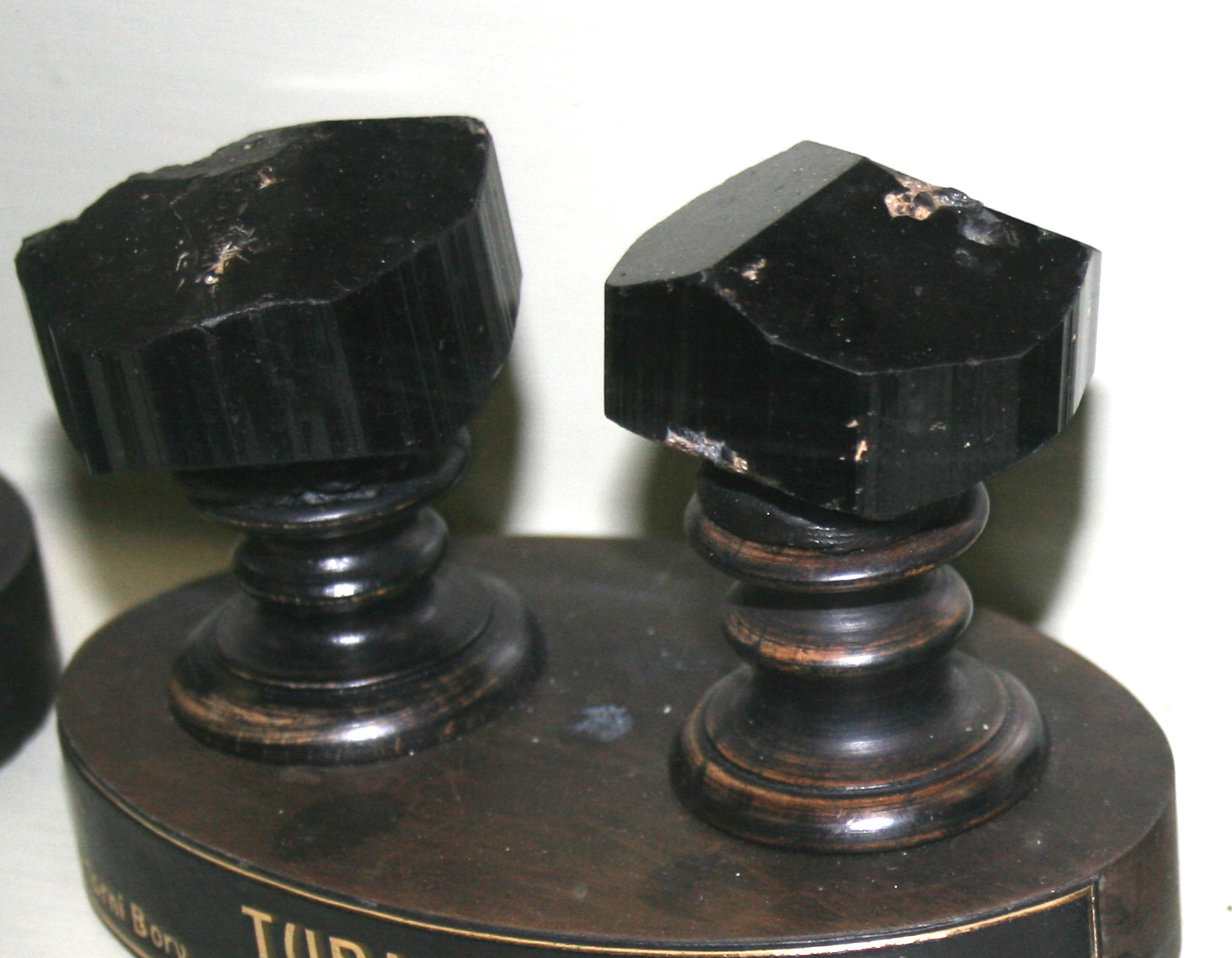
Turmalín ze sbírek Národního muzea v Praze

Až na barvu a průhlednost má celá skupina turmalínů shodné vlastnosti.
- Fyzikální vlastnosti: Tvrdost 7–7,5, křehký, hustota 2,9–3,2 g/cm³, štěpnost nedokonalá podle {1011}, lom lasturnatý, nerovný.
- Optické vlastnosti: Barva: různá, podle odrůdy. Vyskytují se krystaly, které jsou v příčném nebo podélném směru vícebarevné. Lesk skelný, průhlednost: průhledný, průsvitný, neprůhledný (podle odrůdy), vryp bílý s barevným odstínem podle zabarvení odrůdy.
- Chemické vlastnosti: Složení variabilní, nestálé, značné příměsi Fe3+, Mg, Mn, Ca, někdy také Ti, Cr, V, Li aj. V kyselinách nerozpustný. Tmavé odrůdy bohaté na hořčík a chudé na železo se před dmuchavkou taví, ostatní se netaví.
- Elektrické vlastnosti: Pyroelektrický a piezoelektrický. Zahříváním a třením se konce krystalů nabíjejí opačným elektrickým nábojem.

## Minerály skupiny turmalínu

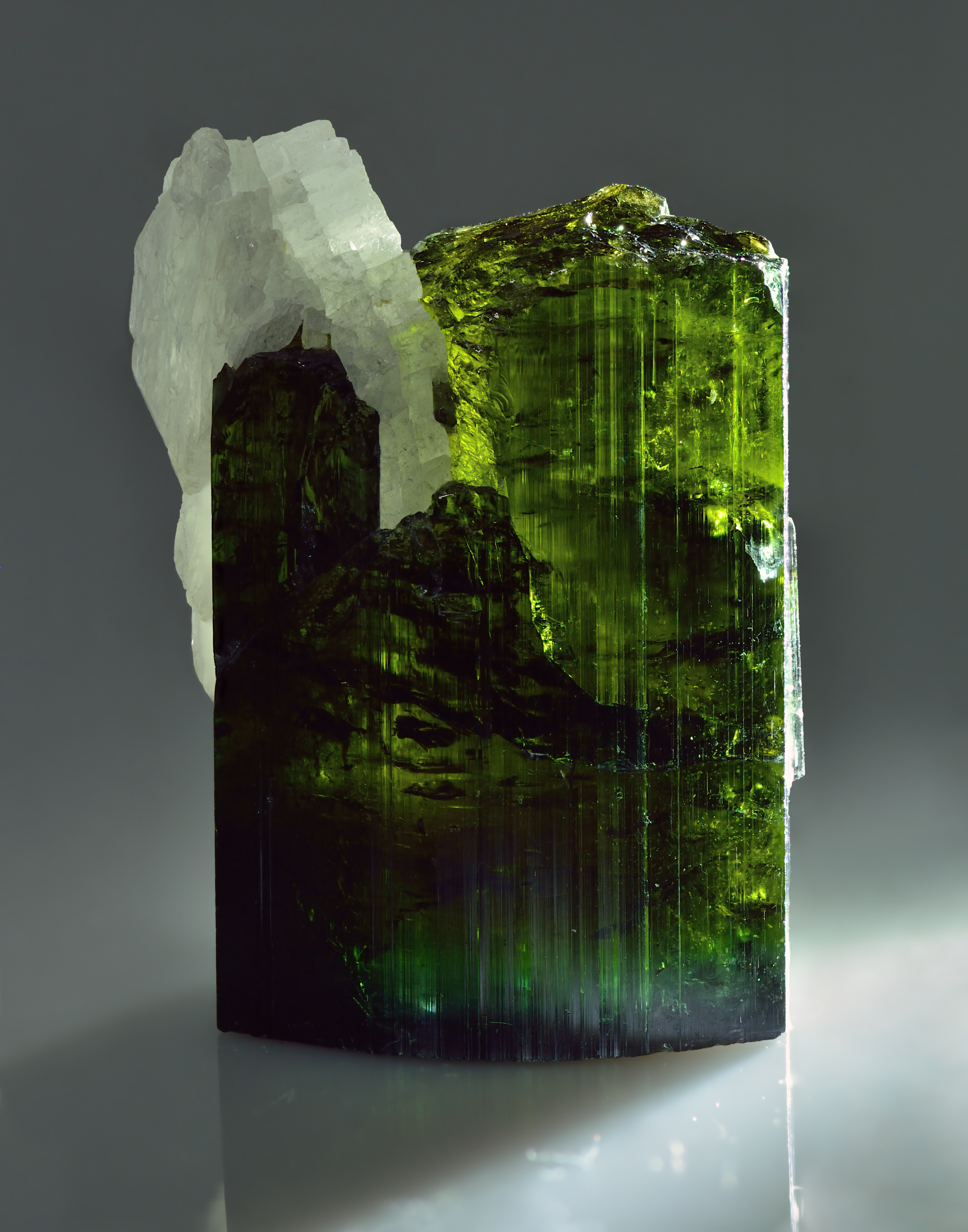
Elbait

GIA rozlišuje pět základních skupin podle obsahu stopových prvků:
1. Elbaity (barevné turmalíny). Tato skupina turmalínů je nejširší a tvoří ji nejznámější a nejoblíbenější šperkařské kameny. Mezi obvyklými stopovými prvky se objevuje sodík, lithium, hliník a příležitostně i měď. Nejčastěji se vyskytují ve vyvřelinách s obsahem žuly.
  - Elbait – Na(Li,Al)3Al6(BO3)3Si6O18(OH)4
  - Rubelit
  - Indigolit
  - Verdelit
  - Paraíba
  - Achroit
  - Melounový turmalín
  - Olenit – NaAl3Al6(BO3)3Si6O18(O,OH)4
  - Rossmanit – [ ](LiAl2)Al6(BO3)3Si6O18(OH)4
2. Dravity. Dravity barví hlavně sodík, hořčík a hliník a objevují se především v dolomitech a mramorových horninách.
  - Dravit – NaMg3Al6(BO3)3Si6O18(OH)4
  - Chromdravit / chromturmalín – NaMg3(Cr3+,Fe3+)6(BO3)3Si6O18(OH)4
  - Vanadiumdravit – NaMg2V5Al(BO3)3Si6O18O(OH)
3. Uvity. Uvity zbarvuje vápník, hořčík a hliník a vznikají ve vápencích a dolomitech. Často se mísí s dravity. Tato odrůda se podobá dravitům, ale tvoří spíše krátké a tabulkové krystaly. Mívá různé barvy, ale nepatří k nejbroušenějším kamenům. Z Myanmaru pocházejí syté zelené krystaly, ze Srí Lanky zlatohnědé valouny turmalínu.
  - Uvit – (Ca,Na)(Mg,Fe2+)3Al5Mg(BO3)3Si6O18(OH,F)4
  - Savana
  - Feruvit – Ca(Fe2+,Mg)3Al6(BO3)3Si6O18(OH)4
4. Skoryly. Obvykle černý a zcela neprůhledný skoryl může být vzácně i hnědočerný, modročerný nebo dokonce modrý. Skorylu dodává barvu železo a sodík. Nachází se v různých typech hornin.
  - Skoryl – NaFe2+3Al6(BO3)3Si6O18(OH)4
  - Buergerit – NaFe3+3Al6(BO3)3Si6O18(O,F)4
  - Foitit – [ ][Fe2+2(Al,Fe3+)]Al6(BO3)3Si6O18(OH)4
  - Magneziofoitit – [ ](Mg2Al)Al6(BO3)3Si6O18(OH)4
  - Povondrait – NaFe3+3Fe3+6(BO3)3Si6O18(O,OH)4
5. Liddicoatity. Tato odrůda je bohatá na vápník, lithium a hliník. Nachází se v žulových vyvřelinách a nabízí širokou škálu barev.
  - Liddicoatit – Ca(Li,Al)3Al6(BO3)3Si6O18(O,OH,F)4

## Podobné minerály
amfibol, aktinolit, riebeckit, ilvait, beryl, andalusit

## Parageneze
apatit, ortoklas, křemen, beryl, topaz

## Využití
Používá se v elektrotechnice, barevné odrůdy jako drahokamy. Pro klenotnické účely slouží hlavně elbaity, dravity, liddicoatity a některé barevné turmalíny, u kterých není ještě zřejmé jejich zařazení. Bezbarvé se dříve používaly také v optice – brousily se z nich čočky. Turmalín je jedním z možných materiálů, které se používají v žehličkách na vlasy.
Turmalíny se používají v léčitelství v Indii jako tlumiče bolestí, léčivé vody a ochranné talismany[zdroj?]. Dnes se turmalín někdy přidává jako prostředek pro snížení bolestivých stavů do krčních a bederních pásů při rehabilitacích. V tradičním hinduismu věří, že turmalín pomáhá najít rovnováhu mezi energiemi těla. V závislosti na barvě rovněž údajně ovlivňuje různé čakry.
Jako broušené se nejvíce cení paraiba turmalíny, indigolit a rubelit. Turmalíny jsou vícebarevné (melouny, mouřenínské hlavičky, řezy madagaskarských liddicoatitů). Pokrývají úplnou škálu barev.
Proslulé naleziště Dobrá Voda u Velkého Meziříčí poskytlo nový druh elbaitu, rossmanit. Povondrait byl pojmenován po profesoru Povondrovi, znalci turmalínů.
Turmalín je název z indického turamalí, „pokrytý prachem“. Turmalín je piezoelektrický a přitahuje tak částečky prachu a popela. Indové znali turmalíny z Hindukúše a Srílanky. Jedná se o nejsložitější silikát v přírodě. Japonští mistři zen-buddhismu ho pokládali za nepohyblivou živou bytost. Bráhmanismus ztotožňoval turmalín s šivalinga, sloupem absolutní záře Šivy, krále jogínů. Jak věhlasní mineralogové (Povondra, Hyrschl,…), i badatelé v historii a legendách o drahokamech (R. Nový, J. Bauer), věnovali a věnují turmalínu patřičnou pozornost. Pozoruhodná je jakási nadkvantově kybernetická teorie vycházející z Véd Roberta A. Nového o drahokamech jako databankách informačního pole nebo substance ákáši[zdroj?]. Turmalíny mají senzitivní osobě v meditaci nebo snění poskytovat poznatky o kosmologii a vícerozměrném pulsním čase (kálaspandana).
V devadesátých letech různí myslitelé a umělci rozšířili indické znalosti o turmalínech v širší veřejnosti. Od té doby jak sběratelská, tak jakási metafyzikální, až psychotronická či léčitelská žádanost různých druhů a odrůd turmalínů nadále trvá. Nejproslulejší turmalíny českých zemí poskytla oblast pegmatitů Vysočiny. Skvostné byly krystaly velkých rubelitů z Dobré Vody u Velkého Meziříčí a Řečice.

## Naleziště
Rozšířený horninotvorný minerál, který se vyskytuje v horninách vyvřelých (v granitech, dioritech, pegmatitech, syenitech), přeměněných (v granulitech) i usazených.
Z České republiky turmalíny, skoryly, rossmanity, elbaity (verdelit, rubelit, indigolit, achroit) a dravity z pegmatitů na Žďársku a Velkomeziříčsku.
Ve světě se vyskytují největší naleziště turmalínů v Africe, Afghánistánu, Brazílii, Kanadě, na Madagaskaru, v Mexiku, USA a na Srí Lance.